# Ned Washington
Ned Washington, född 15 augusti, 1901 i Scranton i Pennsylvania, död 20 december, 1976 i Beverly Hills i Kalifornien, var en amerikansk textförfattare.
Washington var nominerad till elva Oscar från 1940 till 1962. Han vann Oscar för bästa sång två gånger för "When You Wish upon a Star" ("Ser du stjärnan i det blå?") från Pinocchio (1940) och "High Noon (Do Not Forsake Me, Oh My Darlin')" från Sheriffen (1952). Ned Washington är medlem i Songwriters Hall of Fame.
Några av Washingtons mest kända sånger är:
- Singin' in the Bathtub (med Herb Magidson; musik av Michael H. Cleary, 1929)
- I'm Getting Sentimental Over You (musik av George Bassman, 1932)
- A Ghost of a Chance (musik av Victor Young, 1932)
- Smoke Rings (musik av H. Eugene Gifford, 1933)
- My Foolish Heart (musik av Victor Young, 1950)
- The High and the Mighty (musik av Dimitri Tiomkin, 1954)
- Wild is the Wind (musik av Dimitri Tiomkin, 1956)
- Rawhide (musik av Dimitri Tiomkin, 1958)
- Stella by Starlight (musik av Victor Young)
- The Nearness of You (med Hoagy Carmichael, 1938)